# Hälleforsnäs IF
Hälleforsnäs IF i folkmun Brukets blå, är en idrottsförening i Hälleforsnäs i Flens kommun. Klubben bildades 1925 och är mest känd för sina framgångar i bandy för herrar men numera bedriver klubben enbart fotboll och innebandy.

## Bandy
Hälleforsnäs IF har spelat 21 säsonger i Sveriges högsta division i bandy. Största framgången var i SM-slutspelet som avslutade Division I i bandy 1978/1979, då laget lyckades ta sig till semifinal, där de förlorade tredje och avgörande matchen mot Brobergs IF med 2-5 i Söderhamn.
Bandyn fanns med på programmet redan då klubben bildades 1925 men det var först i och med byggandet av en bandybana på Edströmsvallen 1947 som bandyspelandet utvecklades på allvar i klubben och samhället. Säsongen 1949 kvalspelade bandylaget till Sveriges högsta division men misslyckades. Först 1955 lyckades man ta sig upp. Säsongen 1958 slogs publikrekord då 7 826 personer såg en match på Edströmsvallen. Lagets främsta framgång noterades 1978/1979 då Hälleforsnäs slutade på tredje plats i norrserien, slog ut Västerås SK i kvartsfinalen men sedan föll i skiljematch i semifinalen mot Brobergs IF.  Säsongen 1980/1981 föll laget ur Sveriges högsta division för sista gången. I avslutningsomgången av Division I södra, söndagen den 1 mars 1981 var man tvingade att vinna mot Tranås BoIS medan Örebro SK var tvingad att slå IF Göta, och medan Hälleforsnäs IF vann med 8-4 vann dock IF Göta mot Örebro SK.
Den 29 augusti 2005 meddelade klubben att styrelsen i bandysektionen lagt ned bandyverksamheten och dragit sig ur seriespelet i Division 2 kommande säsong. Klubben hade bara några spelare kvar och hade utan framgång försökt samarbeta med andra klubbar. Sedan dess har klubben inte bedrivit någon bandyverksamhet.
Hemmamatcher spelades på Edströmsvallen i mån av is, annars ofta i närbelägna Eskilstuna på Eskilstuna Isstadion.
I juni 2008 invigdes bandymuseet i Hälleforsnäs . Initiativet togs av bandyintresserade på orten .

### Kända bandyspelare i Hälleforsnäs IF
| Erik Söderqvist | Roland Söderqvist | Arne "Bagarn" Pettersson | Sture Ljungman  | Manne Pettersson |
| Pelle Holmén    | Åke Arlebäck      | Kent "Kösa" Pettersson   | Thomas Fransson | Thomas Karlsson  |
| Vilniz Zazis    | Stig-Åke Nilsson  | Håkan Spångberg          |                 |                  |

## Fotboll
Hälleforsnäs herrlag deltog i seriespel för första gången 1926 då man deltog i "Eskilstuna fotbollsserie". Lagets främsta merit är tio säsonger i gamla division III (sedan 2006 motsvarande division I) 1936/1937-1965. Lagets storhetstid inföll under slutet av 1950-talet och 1960-talet. Efter att ha åkt ur division III 1954/1955 vann HIF division IV Södermanland i stor stil före BK Star maratonsäsongen 1957/1958.  Efter att nätt och jämnt klarat kontraktet 1959 tog föreningen sig steg för steg närmare uppflyttning till division II: 1960 slutade man femma, 1961 fyra och 1962 trea i Östra Svealandsserien, den sistnämnda säsongen tätt bakom City och Råsunda. Efter en sämre säsong 1963 flyttades laget 1964 till nordöstra Götalandsgruppen. Ånyo slutade laget på tredje plats, blott en poäng bakom seriesegraren Sylvia i sluttabellen. Säsongen 1965 blev desto dystrare, HIF slutade sist och per 2022 är det senaste tillfället laget spelat i tredje högsta serien. Efter ytterligare fyra säsonger i division IV (sedan 2006 motsvarande division II) åkte laget ur fjärde högsta serienivån, en nivå man sedan dess inte lyckats ta sig tillbaka till.
Laget spelade åter i division IV 1987-1997 under en period som serien var den femte högsta divisionen. På senare år har laget spelat så lågt ner i seriesystemet som åttondedivisionen (divsion VI) men har mellan åren 2017 och 2022 spelat i division V.
Hälleforsnäs har 2022 herrseniorlag och ungdomslag som spelar matcher på Edströmsvallen, ett damlag har föreningen bara haft i seriespel 1993.